# Armoiries de Géorgie du Sud-et-les îles Sandwich du Sud
Le blason de la Géorgie du Sud-et-les îles Sandwich du Sud fut occtroyé en 1985, au moment de la création du territoire. Avant 1985, la Géorgie du Sud-et-les îles Sandwich du Sud était une dépendance des îles Malouines et utilisait donc ses armoiries. Avant 1962, les îles faisaient partie du Territoire britannique antarctique et utilisaient également ses armoiries.
Le blason est composé d'un champ de sinople dans lequel apparait le lion de la Normandie portant une torche afin de souligner les liens avec le Royaume-Uni et la découverte. L'arrière plan du blason est composé de carreaux d'azur, provenant des armoiries de James Cook qui a découvert les îles. Les supports sont une otarie et un Gorfou doré, animaux natifs des îles. Le tout est surmonté d'un Renne (ou Caribou), provenant des deux troupeaux trouvés en Géorgie du Sud. L'otarie repose sur une montagne, alors que le manchot repose sur de la glace.
Dans la partie inférieure, sur une ceinture, on peut lire la devise officielle du territoire, en latin : Leo Terram Propriam Protegat (Le lion protège son territoire)